# Billboard Hot 100

A Billboard Hot 100 logója

A Billboard Hot 100 a Billboard magazin által hetente közzétett, a zeneiparban irányadó, dalokra vonatkozó slágerlista az Egyesült Államokban. A lista rangsorolása az eladások (fizikai és digitális), az online streaming és a rádiós lejátszások alapján történik az Egyesült Államokban.
A friss listát keddenként állítják össze és teszik közzé online a Billboard weboldalán, de a következő szombatra, a nyomtatott magazin újságárusokhoz való első megjelenésének időpontjára dátumozva. Az eladások heti követési időszaka jelenleg péntektől csütörtökig tart, miután 2015 júliusában megváltoztatták. Eredetileg hétfő-vasárnap volt, amikor a Nielsen 1991-ben elkezdte az eladások nyomon követését. Ez a nyomon követési időszak az online streaming adatok összeállítására is vonatkozik. A rádiós műsorszórás – az eladási adatokkal és a streaminggel ellentétben – könnyen elérhető valós időben, de szintén ugyanabban a péntek–csütörtöki ciklusban követik, a 2021. július 17-én kiadott listával kezdődően. Korábban a rádiózást hétfő–vasárnap, 2015 júliusa előtt pedig szerda–kedd között követték nyomon.
A Billboard Hot 100 első listavezető dala Ricky Nelson Poor Little Fool című dala volt 1958. augusztus 4-én. A 2024. november 30-án végződő hét kiadásáig a Billboard Hot 100-as listán 1175 különböző első helyezett dal szerepelt.

## Története
A Hot 100 néven ismert slágerlista 1958 óta létezik ebben a formájában. Az ezt megelőző körülbelül 15 évben a legnépszerűbb kislemezeket számtalan különböző lista rangsorolta. Az 1940-es és '50-es évek alatt három jelentősebb lista mutatta a slágereket:
- Best Sellers In Stores (A lemezboltok legkelendőbb kislemezei) – a kiskereskedelmi forgalomban országosan a legnagyobb példányszámban eladott kislemezek listája a kereskedők jelentései alapján (20 és 50 közötti lista)
- Most Played By Jockeys (A rádiókban legtöbbet játszott dalok) – az Egyesült Államok rádióállomásai által legtöbbet játszott dalok listája a rádiós műsorvezetők és a rádióállomások jelentései alapján (20 és 25 közötti lista)
- Most Played In Jukeboxes (A zenegépekben legtöbbet játszott dalok) – az Egyesült Államok szórakozóhelyein felállított zenegépekben legtöbbet játszott dalok listája (20-as lista). A zenegépek voltak az egyik legfontosabb mutatói egy dal népszerűségének a fiatalok körében, mivel a legtöbb rádióállomás évekig nem volt hajlandó rock and roll dalokat leadni.